# 钤西街道
钤西街道是中华人民共和国江西省新余市分宜县下辖的一个街道办事处。2019年5月31日，分宜县钤西街道举行揭牌仪式。钤西街道为分宜县城区的西大门，区域面积13.52平方公里，常住人口5.79万人。

## 行政区划
钤西街道下辖以下村级行政区划单位：
保健巷社区、文教巷社区、青山社区、府前社区、锻压厂社区和泉唐社区。